# Bahamy na Mistrzostwach Świata w Lekkoatletyce 2015
Bahamy na Mistrzostwach Świata w Lekkoatletyce 2015 – reprezentacja Bahamów podczas Mistrzostw Świata w Pekinie liczyła 23 zawodników, którzy zdobyli dwa medale.

## Występy reprezentantów Bahamów

### Mężczyźni
| Konkurencja                | Zawodnik                                                    | Runda 1    | Runda 1 | Półfinał   | Półfinał | Finał      | Finał   |
| Konkurencja                | Zawodnik                                                    | Rezultat   | Pozycja | Rezultat   | Pozycja  | Rezultat   | Pozycja |
| -------------------------- | ----------------------------------------------------------- | ---------- | ------- | ---------- | -------- | ---------- | ------- |
| Bieg na 200 m              | Teray Smith                                                 | 20,91      | 43.     | NQ         | NQ       | NQ         | NQ      |
| Bieg na 400 m              | Chris Brown                                                 | 44,68      | 14. q   | 45,07      | 18.      | NQ         | NQ      |
| Bieg na 400 m              | Steven Gardiner                                             | 45,26      | 27. Q   | 44,98      | 16.      | NQ         | NQ      |
| Bieg na 400 m              | Michael Mathieu                                             | 45,07      | 20 q.   | 45,43      | 23.      | NQ         | NQ      |
| Bieg na 400 m przez płotki | Jeffery Gibson                                              | 49,09      | 13. Q   | 48,37 (NR) | 3. Q     | 48,17 (NR) | brąz    |
| Sztafeta 4 × 100 m         | Warren Fraser Shavez Hart Elroy McBride Teray Smith         | 38,96 (SB) | 12.     | —          | —        | NQ         | NQ      |
| Sztafeta 4 × 400 m         | Steven Gardiner Michael Mathieu Alonzo Russell Ramon Miller | DSQ        | DSQ     | —          | —        | NQ         | NQ      |

#### Konkurencje techniczne
| Konkurencja | Zawodnik             | Eliminacje | Eliminacje | Finał    | Finał   |
| Konkurencja | Zawodnik             | Rezultat   | Pozycja    | Rezultat | Pozycja |
| ----------- | -------------------- | ---------- | ---------- | -------- | ------- |
| Skok wzwyż  | Trevor Barry         | 2,29 (SB)  | 10. q      | 2,25     | 10      |
| Skok wzwyż  | Ryan Ingraham        | 2,26       | 25.        | NQ       | NQ      |
| Skok wzwyż  | Donald Thomas        | 2,29       | 10. q      | 2,29     | 6.      |
| Trójskok    | Latario Collie-Minns | 16,21      | 23.        | NQ       | NQ      |
| Trójskok    | Leevan Sands         | 16,73      | 12. q.     | 16,68    | 10.     |

### Kobiety

#### Konkurencje biegowe
| Konkurencja                | Zawodniczka                                                    | Runda 1      | Runda 1 | Półfinał | Półfinał | Finał      | Finał   |
| Konkurencja                | Zawodniczka                                                    | Rezultat     | Pozycja | Rezultat | Pozycja  | Rezultat   | Pozycja |
| -------------------------- | -------------------------------------------------------------- | ------------ | ------- | -------- | -------- | ---------- | ------- |
| Bieg na 100 m              | Sheniqua Ferguson                                              | 11,48        | 35.     | NQ       | NQ       | NQ         | NQ      |
| Bieg na 200 m              | Sheniqua Ferguson                                              | 23,44        | 42.     | NQ       | NQ       | NQ         | NQ      |
| Bieg na 400 m              | Shaunae Miller                                                 | 50,53        | 5. Q    | 50,12    | 3. Q     | 49,67 (PB) | srebro  |
| Bieg na 100 m przez płotki | Adanaca Brown                                                  | 13,74        | 34.     | NQ       | NQ       | NQ         | NQ      |
| Bieg na 100 m przez płotki | Devynne Charlton                                               | 13,16        | 27.     | NQ       | NQ       | NQ         | NQ      |
| Sztafeta 4 × 400 m         | Lanece Clarke Christine Amertil Katrina Seymour Shaunae Miller | 3:28,46 (NR) | 10.     | —        | —        | NQ         | NQ      |

#### Konkurencje techniczne
| Konkurencja | Zawodniczka   | Eliminacje | Eliminacje | Finał    | Finał   |
| Konkurencja | Zawodniczka   | Rezultat   | Pozycja    | Rezultat | Pozycja |
| ----------- | ------------- | ---------- | ---------- | -------- | ------- |
| Skok w dal  | Bianca Stuart | 6,34       | 25.        | NQ       | NQ      |